# Ladik
Ladik è una città della Turchia, centro dell'omonimo distretto della provincia di Samsun.
Fu fondata con il nome di Laodicea Pontica dai Greci milesi nel VII secolo a.C. su una collina. In seguito fece parte del Regno del Ponto.

## Economia
Un gruppo tedesco vi possiede un cementificio.